# Brachiolejeunea corticalis
Brachiolejeunea corticalis là một loài Rêu trong họ Lejeuneaceae. Loài này được (Lehm. & Lindenb.) Schiffner mô tả khoa học đầu tiên năm 1894.